# Brain it On!
Brain it On! è un videogioco rompicapo sviluppato dall'azienda Orbital Nine Games per dispositivi mobili.  Il videogioco è ispirato a numerosi grandi rompicapi: il compito di giocatore è quello di risolvere i rebus proposti nei livelli disegnando delle forme sullo schermo del dispositivo, in modo che esse interagendo completino il livello e assolvano la richiesta necessaria per sbloccare il rebus successivo. A seguito dello svolgimento del livello viene poi assegnata una valutazione a stelle in base al numero di mosse e il tempo impiegati, necessaria per sbloccare i livelli successivi. Il gioco inoltre fornisce un indizio su una possibile soluzione del livello a seguito della visualizzazione di un video pubblicitario, oltre alla possibilità di sbloccare i livelli tramite gli acquisti in app.